# Moussac (Gard)
Moussac é uma comuna francesa na região administrativa de Occitânia, no departamento de Gard. Estende-se por uma área de 7,4 km². Em 2010 a comuna tinha 1 523 habitantes (densidade: 205,8 hab./km²).

## População
| Ano       | 1962 | 1968 | 1975 | 1982 | 1990 | 1999 | 2008 |
| População | 782  | 816  | 864  | 953  | 966  | 1020 | 1183 |